# روابط خارجی جمهوری آذربایجان
جمهوری آذربایجان عضو سازمان‌های ملل متحد، جنبش عدم تعهد، سازمان امنیت و همکاری اروپا، سازمان بهداشت جهانی، بانک اروپایی بازسازی و توسعه، شرکای همکاری برای صلح سازمان ناتو، شورای اروپا، صندوق بین‌المللی پول، و بانک جهانی است.

## روابط دیپلماتیک جمهوری آذربایجان با کشورهای دیگر

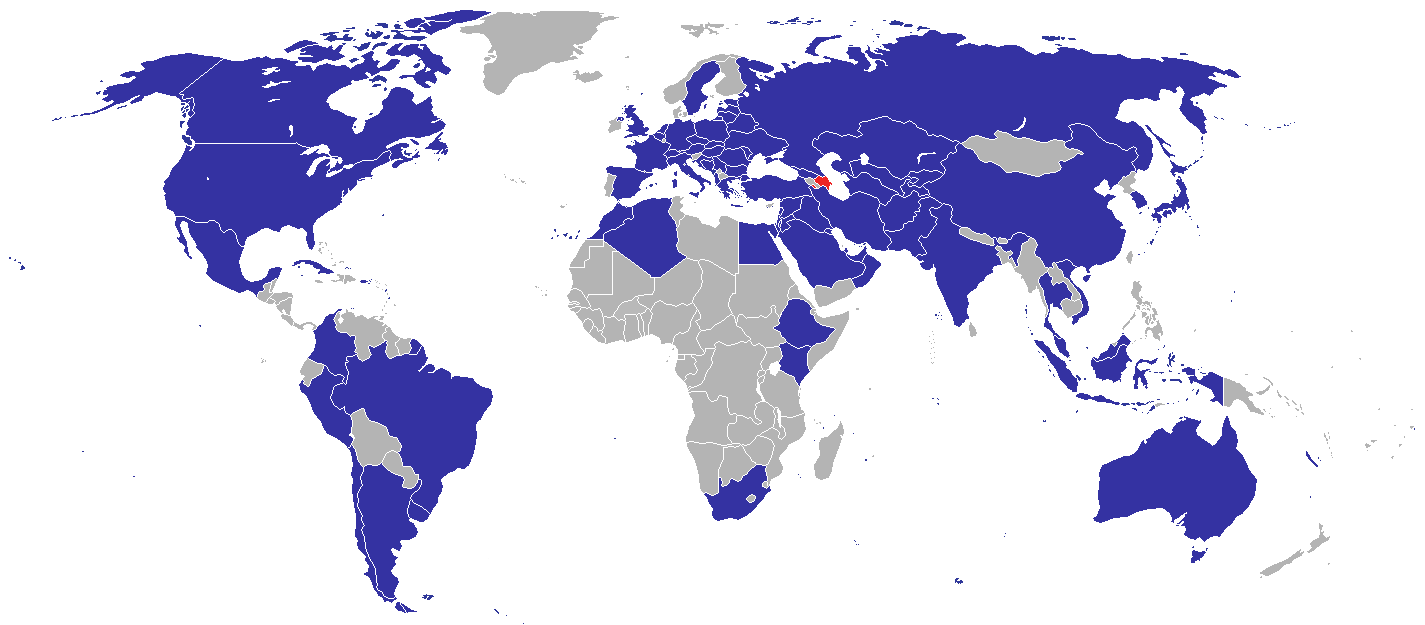
ماموریت‌های دیپلماتیک آذربایجان.

جمهوری آذربایجان یکی از معدود کشورهای مسلمان است که با اسرائیل اتحاد نظامی دارد. اسرائیل همچنین از مهمترین صادرکنندگان اسلحه به این کشور است. آذربایجان رابطه مثبتی نیز با اتحادیه اروپا دارد.

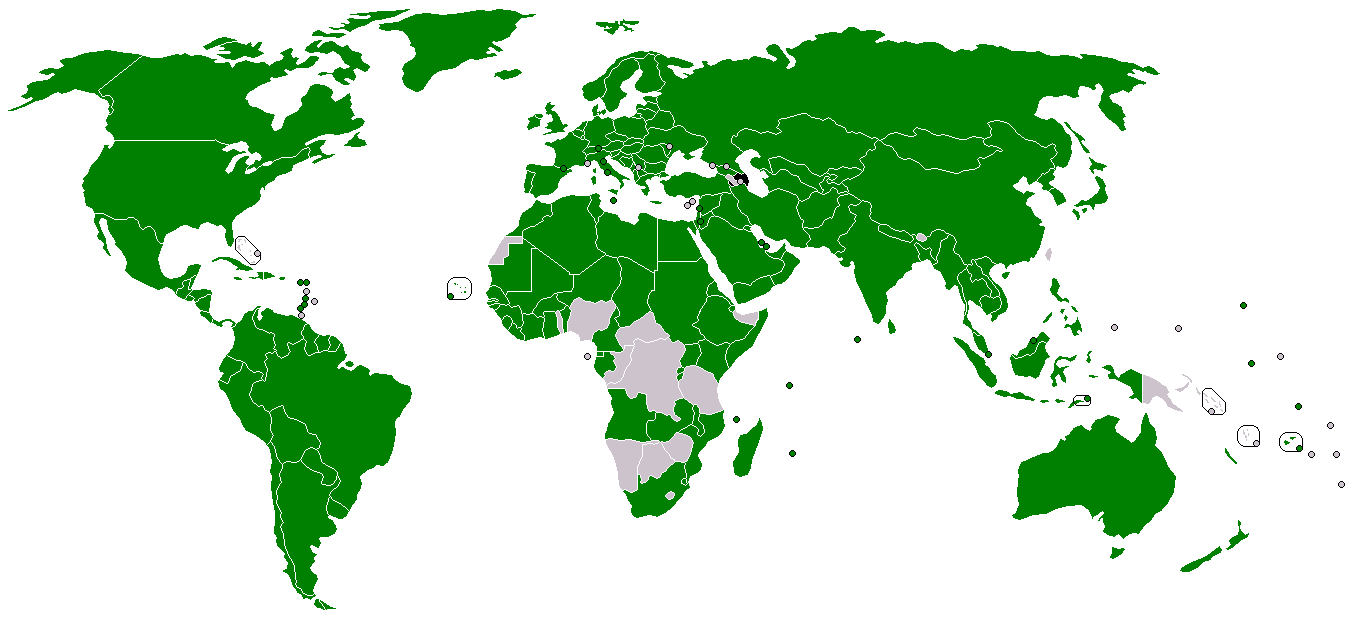
روابط دیپلماتیک آذربایجان:
دارای روابط دیپلماتیک
عدم وجود روابط دیپلماتیک

جمهوری آذربایجان با کشورهای ذیل رابطه دیپلماتیک ندارد:
- باهاما، باربادوس در کارائیب
- قبرس، ارمنستان در آسیا
- نیجریه، جمهوری آفریقای مرکزی، کنگو، تانزانیا، بوتسوانا، نامبیا، لزوتو، سائوتومه و پرنسیپ در آفریقا
- مالت
- پالائو، میکرونسیا، قیریباتی، نیووی، جزایر سلیمان، جزایر کوک، کنگو، ساموآ، پاپوا گینه نو